# Lavoûte-Chilhac
Lavoûte-Chilhac település Franciaországban, Haute-Loire megyében. Lakosainak száma 255 fő (2022. január 1.). Lavoûte-Chilhac Aubazat, Blassac, Chilhac, Saint-Cirgues és Saint-Privat-du-Dragon községekkel határos.

## Népesség
A település népességének változása:
| Lakosok száma | 344  | 272  | 286  | 314  | 285  | 281  | 281  | 272  | 266  | 255  |
|               | 1968 | 1982 | 1990 | 2006 | 2013 | 2015 | 2017 | 2019 | 2020 | 2022 |